# Mouchette
Mouchette ist ein französischer Film aus dem Jahre 1966. Regie führte Robert Bresson. Der Film basiert auf der Erzählung Die neue Geschichte der Mouchette von Georges Bernanos.

## Handlung
Die vierzehnjährige Mouchette lebt auf dem Land in Südfrankreich. Ihr Vater ist ein alkoholkranker Bauer, ihre Mutter ist bettlägerig und todkrank. Auch die Schule kann ihr keinen Halt geben, sie wird dort wegen ihrer schlechten Leistungen und ihres ungepflegten Äußeren schikaniert. Eines Tages trifft sie im Wald auf den Wilderer Arsène, der glaubt, zuvor den Jäger Mathieu im Streit ermordet zu haben, und der sie anschließend vergewaltigt.

## Rezeption
Der Film wurde mit fünf Filmpreisen ausgezeichnet und für den Goldenen Löwen in Cannes nominiert.
Kritik
Ingmar Bergman sagte zu dem Film: „Ich fühle eine ziemlich starke Affinität zu Bernanos und zu Bressons Mouchette. Das ist der Film, den ich damals hätte machen wollen, den ich aber nicht machen konnte und den nicht verstand. Mouchette ist klar wie Wasser. Das reine Kunstwerk.“

„Kongeniale Filmadaption des düsteren Romans von Bernanos (1937), formal streng, detailinteressiert, spröde in der Auswahl der Episoden, die sich als Anklage gegen Lieblosigkeit und Liebesunfähigkeit verstehen läßt.“